# 布城中央车站
布城中央车站（英語：Putrajaya Sentral Station） 是马来西亚联邦直辖区布城的吉隆坡机场支线和布城線上的交通枢纽和火车站。刚建成時其名为西部交通总站（Western Transport Terminal）。
布城中央站还包括其他多式联运服务，其中包括出租车中心和拥有城市巴士的巴士枢纽（目前由快捷通軌道和 Nadi Putra 巴士使用）服务布城，服务城市的快速巴士和定期的城际巴士。  车站综合体还包含几家餐馆和卖衣服的商店。
该站位于吉隆坡快捷通軌道的最南端。

## 车站结构
吉隆坡机场支线站台和布城单轨站台都有一个公共大厅。 而捷运站在建筑群的东侧，通过人行道与主楼相连。

## 楼层分布
| L1 | 布城单轨       | 未分配的月台 | 未完工 14 布城单轨或电车 |
| L1 | 布城单轨       | 侧式月台 | |
| L1 | 布城单轨       | 未分配的月台 | 未完工 14 布城单轨或电车 |
| G  | 大厅           | 票价、售票机、车站控制、往返 ERL 站台的自动扶梯、往返单轨电车站台的自动扶梯“（登上）”、便利店、食品和饮料亭、地铁站的行人通道、通往巴士枢纽的人行道 | 票价、售票机、车站控制、往返 ERL 站台的自动扶梯、往返单轨电车站台的自动扶梯“（登上）”、便利店、食品和饮料亭、地铁站的行人通道、通往巴士枢纽的人行道 |
| LG | 吉隆坡机场支线 | 1号月台 | 旁路轨道 |
| LG | 吉隆坡机场支线 | 岛式月台 | |
| LG | 吉隆坡机场支线 | 2号月台 | 7 机场支线 往 KE1 KT1 吉隆坡中央车站 (←) |
| LG | 吉隆坡机场支线 | 3号月台 | 7 机场支线 往 KE3 KT6 吉隆坡第二国际机场 (→) |
| LG | 吉隆坡机场支线 | 岛式月台 | |
| LG | 吉隆坡机场支线 | 4号月台 | 旁路轨道 |